# Distretto di Anenii Noi
Il distretto di Anenii Noi è uno dei 32 distretti della Moldavia, il capoluogo è la città di Anenii Noi.
È situato nel sud-est del paese e confina a nord col distretto di Criuleni, ad ovest con Chișinău e col distretto di Ialoveni, a sud col distretto di Căușeni e con Tighina e ad est con la Transnistria

## Società

### Evoluzione demografica
In base al risultato del censimento la popolazione è così suddivisa dal punto di vista etnico:
|         | Numero | %     |
| TOTALE  | 81.710 | 100   |
| Moldavi | 69.618 | 85,20 |
| Ucraini | 6.526  | 7,99  |
| Russi   | 4.135  | 5,06  |
| Bulgari | 481    | 0,59  |
| altri   | 950    | 1,16  |

## Geografia antropica

### Suddivisioni amministrative
Città:
- Anenii Noi

Comuni
1. Botnărești
2. Bulboaca
3. Calfa
4. Chetrosu
5. Chirca
6. Ciobanovca
7. Cobusca Nouă
8. Cobusca Veche
9. Delacău
10. Floreni
11. Geamăna
12. Gura Bîcului
13. Hîrbovăț
14. Maximovca
15. Mereni
16. Merenii Noi
17. Ochiul Roș
18. Puhăceni
19. Roșcani
20. Speia
21. Șerpeni
22. Telița
23. Țînțăreni
24. Varnița
25. Zolotievca

## Economia
Il distretto ha un'economia prevalentemente agricola. Dei 892 km² di estensione, 667 sono destinati al settore primario compresi allevamento e frutteti